# Marrakesh-Tensift-El Haouz
Marrakesh-Tensift-El Haouz (arapski: مراكش تانسيفت الحوز) je jedna od 16 regija Maroka. U regiji živi 3,102,652 stanovnika (po popisu stanovništva iz 2004. godine), na površini od 31,160 km².

## Administrativna podjela
Regija se sastoji od sljedećih provincija :
- El Haouz
- Chichaoua
- El Kelaâ des Sraghna
- Essaouira
- Marrakech

## Gradovi
Veći gradovi u regiji su:
- Benguerir
- El Kelaâ des Sraghna
- Essaouira
- Lamzoudia
- Loudaya
- Saâda
- Tahannaout
- Tassoultante
- Zemrane Charqia

## Demografija
| 2 724 204                                     | 3 102 652 | 3 310 994 |
| 1994, 2004 : službeni popis ; 2007: procjena; |           |           |